# Carl-Henning Pedersen og Else Alfelts Museum

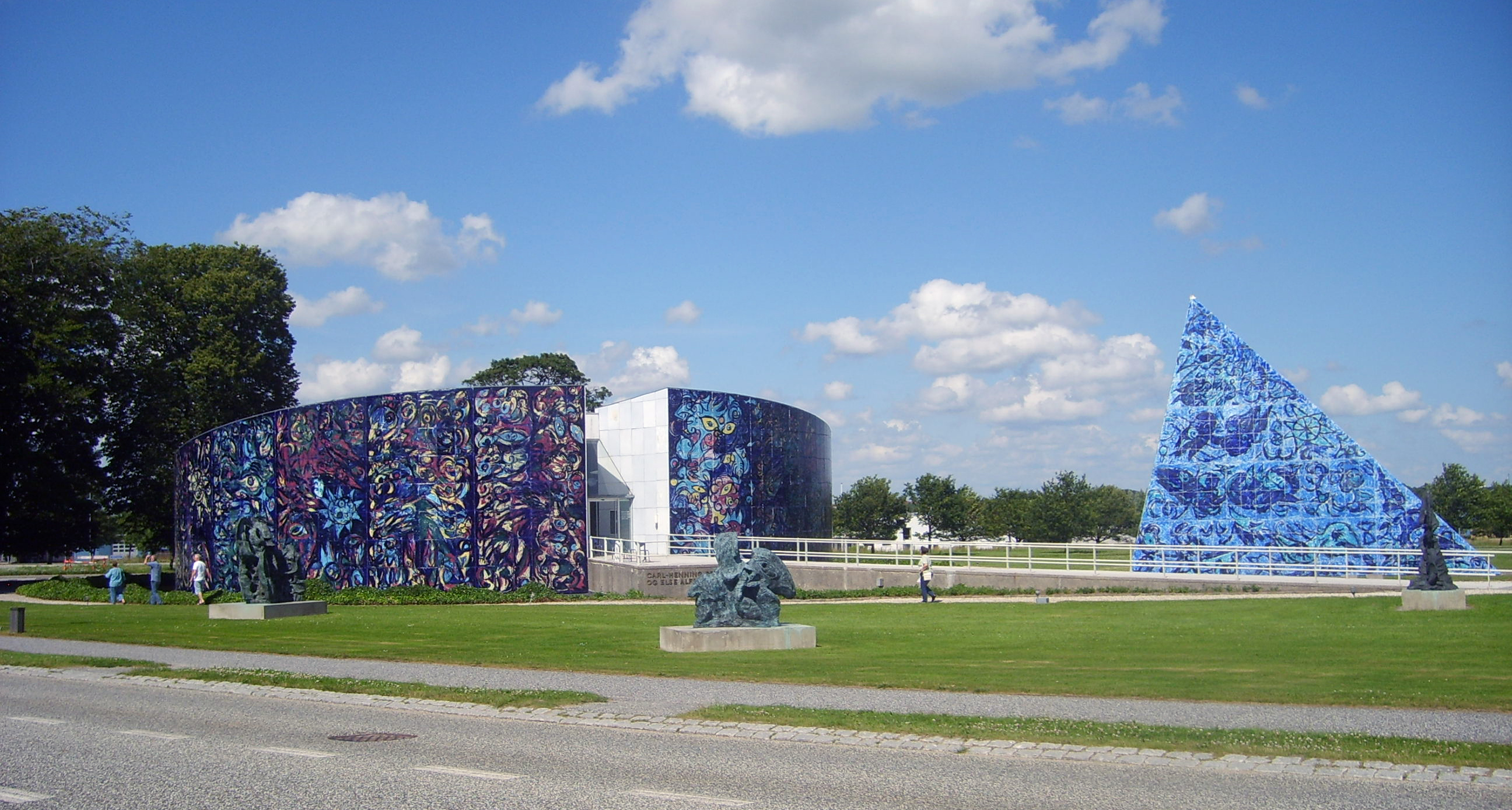
Carl Henning Pedersen og Else Alfelts Museum

Carl-Henning Pedersen og Else Alfelts Museum är ett konstnärsmuseum i stadsdelen Birk i Herning på Jylland i Danmark.
Carl-Henning Pedersen og Else Alfelts Museum inrymmer drygt 4.000 verk av Carl-Henning Pedersen och Else Alfelt. Museet, som invigdes 1976, ligger i en cirkelformad byggnad ritad av Arkitektfirmaet C.F. Møller, vars fasad är klädd med en 90 meter lång keramisk fris av Carl-Henning Pedersen. Åren 1992-1993 utvidgades museet med en tillbyggnad i form av ett tresidigt prisma klätt med glas på en sida och på de övriga två med keramiska plattor målade av Carl-Henning Pedersen.
Museet ligger tvärs över gatan till Herning Museum of Contemporary Art och i anslutning till en skulpturpark.